# Adoretus cochinchinensis
Adoretus cochinchinensis är en skalbaggsart som beskrevs av Ohaus 1914. Adoretus cochinchinensis ingår i släktet Adoretus och familjen Rutelidae. Inga underarter finns listade i Catalogue of Life.